# 槐角苷
槐角苷（英語：Sophoricoside）是存在于中药材槐树中的一种异黄酮苷。槐角苷难溶于水、乙醇、醋酸、稍溶于热乙醇、热醋酸，溶于此啶、稀碱，不溶于乙酸乙酯和丙酮。